# Kontrsens
Kontrsens – jeden z defektów wypowiedzi, który sprawia, że nie może ono zostać uznane za zdanie w sensie logiki. Polega na występowaniu w wypowiedzi słów, które psują jego sens. Kontrsens jest przeciwieństwem elipsy.

Przykłady:
- Warszawa leży nad pod Wisłą.
- Dzisiaj było jutro słonecznie.